# Hymns to the Silence
Hymns to the Silence è il ventunesimo album discografico in studio del cantautore britannico Van Morrison, pubblicato nel 1991.

## Il disco
Si tratta del primo album doppio dell'artista. Questo album è stato registrato a Londra con la collaborazione del sound engineer Mick Glossop. 
Sono presenti due inni: Be Thou My Vision e Just a Closer Walk with Thee. 

## Tracce
Tutte le tracce sono di Van Morrison tranne dove indicato.
Disco 1
1. Professional Jealousy – 3:42
2. I'm Not Feeling It Anymore – 6:34
3. Ordinary Life – 3:29
4. Some Peace of Mind – 6:24
5. So Complicated – 3:18
6. I Can't Stop Loving You - (Don Gibson) – 3:54 (con The Chieftains)
7. Why Must I Always Explain? – 3:50
8. Village Idiot – 3:13
9. See Me Through, Pt. 2 (Just a Closer Walk with Thee) - (tradizionale) – 3:10
10. Take Me Back – 9:11

Disco 2
1. By His Grace – 2:34
2. All Saints Day – 2:28
3. Hymns to the Silence – 9:42
4. On Hyndford Street – 5:17
5. Be Thou My Vision (tradizionale) – 3:49 (con The Chieftains)
6. Carrying a Torch – 4:26
7. Green Mansions – 3:38
8. Pagan Streams – 3:38
9. Quality Street - (Morrison, Mac Rebennack) – 3:57
10. It Must Be You – 4:08
11. I Need Your Kind of Loving – 4:31

## Formazione
- Van Morrison - voce, chitarra, armonica, sassofono
- Haji Ahkba - flicorno soprano
- The Chieftains - gruppo
- Derek Bell - sintetizzatore
- Terry Disley - piano
- Neil Drinkwater - fisarmonica, piano, sintetizzatore
- Candy Dulfer - sassofono
- Dave Early - batteria, percussioni
- Georgie Fame - piano, organo Hammond, cori
- Eddie Friel - piano, organo Hammond, sintetizzatore
- Steve Gregory - flauto, sassofono
- Carol Kenyon - cori
- Katie Kissoon - cori
- Steve Pearce - basso
- Paul Robinson - batteria
- Nicky Scott - basso
- Kate St John - corno inglese

## Classifiche
| Anno | Classifica                          | Posizione raggiunta |
| ---- | ----------------------------------- | ------------------- |
| 1991 | Regno Unito (Official Albums Chart) | 5                   |